# 札幌北一条教会
札幌北一条教会（さっぽろきたいちじょうきょうかい）は、北海道札幌市中央区北1条西13丁目にある日本キリスト教会に所属する教会である。
1890年(明治23年)4月19日に、室蘭、函館、伊達の諸教会から移住してきた札幌在住の20名の日本基督教会の信徒が、菅田勇太郎を牧師に迎え、「日本基督一致教会札幌講義所」を開設する。初期の頃は元会津藩の医師赤城信一が長老として教会を支える。
1891年(明治24年)に「日本基督教会札幌講義所」と改称した。1894年(明治27年)に市内大通り3丁目に会堂を建設、会堂屋根の先端に風見鶏があったので、通称「鶏教会」と呼ばれた。1895年(明治28年)に教会組織になり、「札幌日本基督教会」と改称する。
1907年(明治40年)に札幌大火により「鶏教会」と呼ばれた旧会堂が焼失する、その年北1条西6丁目に新会堂を再建する。その時、北辰日本基督教会と改称する。1913年(大正2年)第4代目の牧師として高倉徳太郎が就任するその時は、新島善直、長崎次郎、林竹治郎らが長老として高倉を支えた。

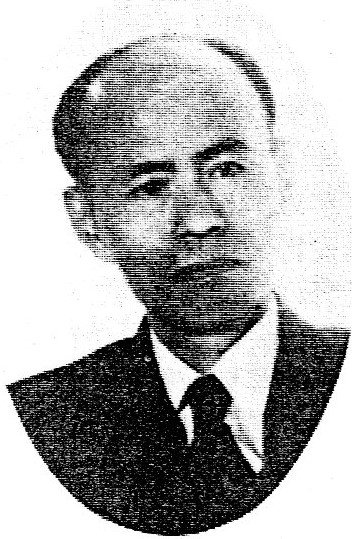
第5代目牧師の小野村林蔵

第5代目牧師小野村林蔵の時には、東京以北最大の教会となった。その後、小野村牧師と共に日本基督教団を離脱し、日本キリスト教会(新基督教会)を形成する。

## 交通アクセス
- 札幌市営地下鉄東西線　西11丁目駅下車　徒歩約７分

## 歴代牧師
- 菅田勇太郎(初代)
- 信太寿之(第2代目)
- 清水久次郎(第3代目)
- 高倉徳太郎(第4代目)
- 小野村林蔵(第5代目)

## 関連文献
- 『日本キリスト教会 札幌北一条教会100年史 1890-1995』一麦出版社、2000年